# Chaed Wellian
Chaed Wellian (Amsterdam, 27 augustus 1992) is een Nederlands basketballer.

## Carrière
In 2010 ging hij collegebasketbal spelen voor de Atlanta Metropolitan State College Trailblazers, hij speelde er van 2010 tot 2012. In 2012 maakte hij de overstap naar de Tennessee State Tigers waar hij speelde in 2014. Hij werd niet gekozen in de NBA draft van 2014. Hij tekende zijn eerste profcontract bij de Deense eersteklasser Svendborg Rabbits. Voor het seizoen 2015/16 tekende hij bij het Zweedse Umeå BSKT maar verliet de ploeg in november 2015 en tekende in december voor het Duitse Crailsheim Merlins waar hij meespeelde met de tweede ploeg.
Voor het seizoen 2016/17 tekende hij bij de Nederlandse eersteklasser BC Apollo Amsterdam maar tekende in januari 2017 voor het Duitse SG Saarlouis-Dillingen Basketball. Hij tekende vervolgens bij het Duitse KIT SC Karlsruhe. In maart 2018 verhuisde hij naar het Italiaanse Favl Basket Viterbo waar hij de rest van het seizoen speelde. Hij begon het seizoen 2018/19 bij het Duitse Basketball Elchingen. In december 2018 tekende hij bij UMF Sindri in IJsland waarna hij ging spelen voor Körfuknattleiksfélag Selfoss ook in IJsland. In maart 2019 tekende hij bij het Britse Surrey Scorchers.
Wellian speelde in het seizoen 2019/20 voor het Duitse Itzehoe Eagles. Hij startte het seizoen 2020/21 voor het Luxemburgse BBC Sparta Bertrange waarna hij in november 2020 tekende bij het Duitse Baskets Koblenz. In december 2021 tekende hij bij de Nederlandse eersteklasser Feyenoord Basketbal waar hij de rest van het seizoen speelde. In 2023 speelde hij voor Gaiteros de Zulia uit Venezuela en in 2024 voor Diablos de Miranda. In de zomer van 2024 speelde hij voor de Los Angeles Ignite in de The Basketball Tournament.
In april 2025 tekende hij bij de Belgische eersteklasser Kangoeroes Basket Mechelen als vervanger van de geblesseerde Brayden Parker maar liep zelf na een aantal wedstrijden een blessure op.